# 北张庄站
北张庄站是位于河北省邯郸市邯郸县北张庄乡的一个铁路车站，邮政编码56104。车站建于1954年，有邯长铁路经过该站，现不办理客货运业务，车站及其上下行区间均已电气化。车站距离邯郸站7公里，隶属北京铁路局，是五等站。